# Heroina isonycterina
Heroina isonycterina – gatunek słodkowodnej ryby z rodziny pielęgnicowatych, jedyny przedstawiciel rodzaju Heroina. Hodowana w akwariach.

## Występowanie
Dorzecze Amazonki – Kolumbia i Ekwador.

## Opis
Dorasta do 10 cm długości. 

## Warunki w akwarium
| Zalecane warunki w akwarium | Zalecane warunki w akwarium |
| --------------------------- | --------------------------- |
| Zbiornik                    | średnie                     |
| Temperatura wody            | 23–29 °C                    |
| Twardość wody               | miękka                      |
| Skala pH                    | 6,5–7,5                     |
| Pokarm                      |                             |